# Oswald Kaduk
Oswald Kaduk, né le 26 août 1906 à Königshütte et mort le 31 mai 1997 à  Langelsheim est un SS-Oberscharführer, Rapportführer au camp de concentration d'Auschwitz.

## Biographie
Fils d'un forgeron, il grandit en Haute-Silésie. Il fait un apprentissage de boucher en 1924 et travaille dans un abattoir local.
En 1939, il entre dans la SS, puis en 1940 dans les Waffen-SS. Il est envoyé sur le Front de l'Est, mais en raison de diverses maladies et séjours dans les hôpitaux militaires, il est affecté au camp de concentration et d'extermination d'Auschwitz en 1941. Il est tout d'abord chargé de la surveillance puis, en 1942, il devient Blockführer (responsable de block), puis Rapportführer,, succédant à Gerhard Palitzsch. Il est décrit par Hermann Langbein comme « le cogneur le plus tristement célèbre du camp ».
Après la capitulation de l'Allemagne, il travaille dans une usine de sucre à Löbau. En décembre 1946, il est reconnu par un ancien prisonnier et est arrêté par une patrouille militaire soviétique. En 1947, un tribunal militaire soviétique le condamne à 25 ans de travaux forcés, mais il est libéré en avril 1956.
En juillet 1959, Kaduk est à nouveau arrêté et paraît au procès d'Auschwitz à Francfort, où il est l'un des principaux accusés. Le 19 août 1965, le tribunal le condamne à la réclusion à perpétuité pour dix cas de meurtres et au moins mille cas de meurtres en groupe.